# Gonia ornata
Gonia ornata là một loài ruồi trong họ Tachinidae.